# Perspectiva axial

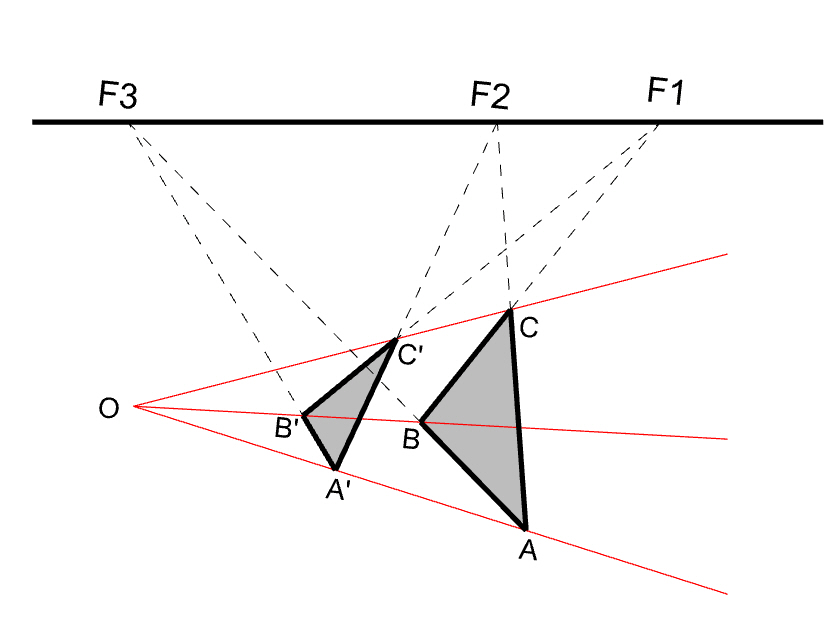
Perspectiva axial.

A perspectiva axial, também conhecida como perspectiva angular, é um sistema em que linhas paralelas convergem para diferentes pontos de um eixo.
Trata-se de um sistema conhecido desde de a antiguidade, que foi usado pelos gregos. A partir do renascimento, a perspectiva axial passou a ser estudada pela Geometria projetiva e pode ser vista na perspectiva central.
Dois triângulos, ABC e A'B'C', estarão em perspectiva central, se os segmentos AA', BB' e CC' concorrerem num mesmo ponto. Eles estarão em perspectiva axial se existir uma correspondência entre os seus vértices, tal que as três intersecções dos lados correspondentes sejam colineares.
O ponto O corresponde ao observador e os pontos F1, F2 e F3, colineares, determinam a reta de fuga, que, nas perspectivas com um e dois pontos de fuga, equivale à linha do  horizonte.